# Kovon
Kovon (hangul: 고원군, Kovon-kun, handzsa: 高原郡, RR: Kowŏn-kun) megye Észak-Koreában, Dél-Hamgjong (Hamgyŏng) tartományban. 973-ban alapították, Kodzsu (고주; 高州, Koju) néven. Mai nevét 1413-ban nyerte el, ekkor emelték megyei rangra.

## Földrajza
Keletről és északnyugatról Kumja (Kŭmya), nyugatról Szudong (Sudong), délről és délkeletről a Kangvon (Kangwŏn) tartománybeli Cshonne (Ch'ŏnnae) határolja.
Legmagasabb pontja az 1055 méter magas Phalbongszan (팔봉산; 八峯山, P'albongsan).

## Közigazgatása
1 községből (up (ŭp)), 18 faluból (ri (ri)) és 1 munkásnegyedből (rodongdzsagu (rodongjagu)) áll:
| - Kovon-up (고원읍; 高原邑, Kowŏn-ŭp) - Pureszan-rodongdzsagu (부래산로동자구; 浮來山勞動者區, Puraesan-rodongjagu) - Kunne-ri (군내리; 郡内里, Kunnae-ri) - Namhung-ri (남흥리; 南興里, Namhŭng-ri) - Tacshon-ri (다천리; 多泉里, Tach'ŏn-ri) - Tokcsi-ri (덕지리; 徳池里, Tŏkchi-ri) - Rakcshon-ri (락천리; 樂泉里, Rakch'ŏn-ri) - Munha-ri (문하리; 文下里, Munha-ri) - Midun-ri (미둔리; 彌屯里, Midun-ri) - Szangszan-ri (상산리; 上山里, Sangsan-ri) | - Szangphjong-ri (상평리; 上坪里, Sangp'yŏng-ri) - Szongcshon-ri (송천리; 松川里, Songch'ŏn-ri) - Szonghung-ri (송흥리; 松興里, Songhŭng-ri) - Sincshang-ri (신창리; 新昌里, Sinch'ang-ri) - Vonbong-ri (원봉리; 圓峯里, Wŏnbong-ri) - Csonthan-ri (전탄리; 箭灘里, Chŏnt'an-ri) - Csungphjong-ri (중평리; 中坪里, Chungp'yŏng-ri) - Phungnam-ri (풍남리; 豊南里, P'ungnam-ri) - Haphjong-ri (하평리; 下坪里, Hapy'ŏng-ri) - Hvangszong-ri (황송리; 黄松里, Hwangsong-ri) |

## Gazdaság
Kovon (Kowŏn) megye gazdasága cementgyártásra, vinalongyártásra, fémmegmunkálóiparra és papírgyártásra épül.

## Oktatás
Kovon (Kowŏn) megye 1 főiskolának, 7 általános és 17 középiskolának ad otthont.

## Egészségügy
A megye számos egészségügyi intézménnyel rendelkezik, köztük egy megyei és 20 egyéb helyi kórházzal.

## Közlekedés
A megye közutakon a szomszédos helységek felől közelíthető meg. A megye vasúti kapcsolattal rendelkezik, a Phjongna (P'yŏngra) és Kangvon (Kangwŏn) vonalak része.